# The Otterman Empire
The Otterman Empire là một tựa game bắn súng góc nhìn người thứ ba chơi theo nhóm được studio indie Tri-Heart Interactive của Anh đồng phát triển và phát hành cho Microsoft Windows, Xbox One và Nintendo Switch vào ngày 2 tháng 7 năm 2020.

## Lối chơi
The Otterman Empire thuộc thể loại bắn súng góc nhìn người thứ ba chơi theo nhóm. Game sở hữu phần chơi đơn và phần chơi co-op chiến dịch bốn người chơi và người chơi có thể giao chiến lẫn nhau trong chế độ chơi theo kiểu đối kháng PvP. Mỗi người chơi được phép lựa chọn một số nhân vật đại diện đều được trang bị loại vũ khí độc đáo. Người chơi có thể mở khóa phần màu da và tùy chỉnh nhân vật của riêng mình. Game đưa người chơi tham chiến trên khắp thiên hà của Đế chế Otterman. Khi khám phá từng màn chơi trong game, người chơi có thể tìm chọn nhiều loại vũ khí và kỹ năng độc đáo để sử dụng khi giao chiến với quân địch.